# Gonghe (köpinghuvudort i Kina, Heilongjiang Sheng, lat 47,45, long 123,68)
Gonghe (kinesiska: 共和, 共和镇) är en köpinghuvudort i Kina. Den ligger i provinsen Heilongjiang, i den nordöstra delen av landet, omkring 290 kilometer nordväst om provinshuvudstaden Harbin. Antalet invånare är 19 364. Befolkningen består av 9 503 kvinnor och 9 861 män. Barn under 15 år utgör 15,0 %, vuxna 15-64 år 77 %, och äldre över 65 år 6,0 %.
Runt Gonghe är det tätbefolkat, med 383 invånare per kvadratkilometer. Närmaste större samhälle är Dahudian, 13,2 km nordost om Gonghe. Trakten runt Gonghe består till största delen av jordbruksmark.
Genomsnittlig årsnederbörd är 632 millimeter. Den regnigaste månaden är juli, med i genomsnitt 204 mm nederbörd, och den torraste är januari, med 5 mm nederbörd.